# Christian Caminada
Christian Caminada (Surin, 6 gennaio 1876 – Coira, 18 gennaio 1962) è stato un vescovo cattolico svizzero.

## Biografia
Christian Caminada nacque il 6 gennaio 1876 a Surin, frazione del comune di Lumbrein, poi soppresso e aggregato al comune di Lumnezia nel Canton Grigioni.
Svolse gli studi a Disentis e poi ad Einsiedeln e a Feldkirch, successivamente frequentò il collegio salesiano di Alassio per studiare teologia ed infine entrò in seminario a Coira nel 1897.
Fu ordinato presbitero il 22 luglio 1900 dal vescovo Johannes Fidelis Battaglia, incardinandosi nella diocesi di Coira.
Dopo l'ordinazione sacerdotale, fu nominato parroco di Dardin fino al 1905, quando fu nominato parroco a Obersaxen. In seguito, fu nominato parroco a Trun dal 1912 al 1919 quando fu nominato custode del capitolo della cattedrale. Nel 1934 fu infine nominato vicario generale.
Fu un grande ammiratore di Kaspar Decurtins e, influenzato dalle sue idee, negli anni sviluppò un notevole interesse per le questioni sociali e si appassionò in particolare delle tradizioni retiche nonché di storia dell'arte.
Il 23 settembre 1941 fu selezionato come possibile vescovo di Coira. Papa Pio XII confermò la scelta, nominandolo ufficialmente il 17 ottobre successivo. Ricevette l'ordinazione episcopale il 23 novembre seguente per imposizione delle mani dell'arcivescovo Filippo Bernardini.
Nel 1942 ricevette la laurea honoris causa dall'Università di Friburgo. Nel 1961 pubblicò Die verzauberten Täler, un saggio sulle tradizioni dei Reti.
Resse la diocesi per 20 anni; morì a Coira il 18 gennaio 1962 all'età di 86 anni.

## Genealogia episcopale
La genealogia episcopale è:
- Cardinale Scipione Rebiba
- Cardinale Giulio Antonio Santori
- Cardinale Girolamo Bernerio, O.P.
- Arcivescovo Galeazzo Sanvitale
- Cardinale Ludovico Ludovisi
- Cardinale Luigi Caetani
- Cardinale Ulderico Carpegna
- Cardinale Paluzzo Paluzzi Altieri degli Albertoni
- Papa Benedetto XIII
- Papa Benedetto XIV
- Papa Clemente XIII
- Cardinale Marcantonio Colonna
- Cardinale Giacinto Sigismondo Gerdil, B.
- Cardinale Giulio Maria della Somaglia
- Cardinale Carlo Odescalchi, S.I.
- Cardinale Costantino Patrizi Naro
- Cardinale Serafino Vannutelli
- Cardinale Domenico Serafini, Cong.Subl. O.S.B.
- Cardinale Pietro Fumasoni Biondi
- Arcivescovo Filippo Bernardini
- Vescovo Christian Caminada